# Julius II.
Julius II. (5. prosince 1443 – 21. února 1513), rodným jménem Giuliano della Rovere, přezdívaný „papež válečník“ (Il Papa Guerriero) nebo „papež hrozný" (Il Papa Terribile), byl římskokatolický duchovní, který úřad papeže zastával od roku 1503 až do své smrti v roce 1513. Nejvíce proslul svojí bojovnou politikou proti četným nepřátelům. Byl však také znám jako mecenáš umění a podporoval velké stavební projekty, například přestavbu baziliky sv. Petra (kterou financoval prodejem odpustků) či výzdobu Sixtinské kaple. Dále v roce 1506 vytvořil Švýcarskou gardu jako elitní jednotku pro svoji ochranu.

## Život

### Mládí
Narodil se do rodiny della Rovere, která patřila k nejvyšší italské šlechtě. Jeho strýc Francesco della Rovere byl jeho učitelem v řádu františkánů, nicméně se zdá, že se jejich členem nestal a raději zůstal světským bratrem až do doby, než byl v roce 1471 ustanoven biskupem ve francouzském Carpentrasu. Jeho strýc ho také poslal na vzdělání do konventu v La Pérouse.
Francesco della Rovere se stal v roce 1471 papežem pod jménem Sixtus IV. a zajistil svému synovci kardinálský klobouk. S podporou svého strýce začal získávat velkou moc, s ubíhajícím časem obdržel další biskupská i opatská obročí a
stal se arcibiskupem diecéze v Avignonu. V roce 1480 byl vyslán do Francie jako papežský legát. Zde zůstal po čtyři roky a pomalu se stával jedním z nejvýznamnějších kardinálů. Jeho vliv se nezmenšil ani za pontifikátu papeže Inocence VIII.

### Cesta k papežskému stolci
Jako mnozí další příslušníci vznešených italských rodů v období renesance začal záhy usilovat o nejvyšší církevní hodnost, o stolec papežský. Do jeho cesty se však nejprve postavil silný a obratný soupeř, kardinál Rodrigo Borgia. Po smrti Inocence VIII. v roce 1492 byl Borgia zvolen papežem jako Alexandr VI. Della Rovere ve svém rozhořčení a žárlivosti obvinil Alexandra, že byl zvolen na základě svatokupčení a tajné dohody s kardinálem Ascaniem Sforzou. Vzápětí ale musel della Rovere zvolit útěk před Alexandrovým hněvem do Ostie a o několik měsíců později se vzdálil až do Paříže. Zde byl přesvědčen francouzským králem Karlem VIII., aby ho doprovázel při velké vojenské výpravě s cílem dobytí Neapolského království. Spolu s mladým králem vstoupil triumfálně do Říma a snažil se o svolání církevního koncilu, který měl obvinit papeže Alexandra VI. z mnohých přestupků proti kanonickému právu a sesadit jej. Z tohoto nebezpečí se Alexandr VI. vymanil mimo jiné proto, že nalezl nového přítele v Karlovu ministrovi Briçonnetovi, kterému přislíbil kardinálskou hodnost.
Alexandr VI. zemřel v roce 1503, možná na malárii, ačkoli je jeho smrt spojována spíše s otravou jedem. Alexandrův syn Cesare Borgia onemocněl ve stejnou dobu, ale nemoc přežil. Giuliano della Rovere následně nepodporoval kandidaturu kardinála Piccolominiho, který byl 22. září 1503 zvolen za papeže Pia III., ale zemřel o několik dní později. Giuliano della Rovere se konečně stal nástupcem sv. Petra díky své obratné politice, když dočasně podporoval mocensky oslabeného Cesareho Borgiu. Konklávem byl zvolen papežem po několika málo hodinách téměř jednohlasně a přijal jméno Julius II. Nedostal údajně jen tři hlasy, když jeden z nich byl od kardinála Georgese d’Ambroise, jeho největšího rivala a favorita Francie, a další jeden hlas snad od kardinála Carafy. Je možné, že jeho úspěch zaručily vydatné úplatky.

### Juliovo pojetí papežství
Giuliano si vybral svoje nové oficiální jméno po papeži, který vládl ve čtvrtém století, Juliovi I. Začal svoji vládu přes pokročilý věk s obdivuhodnou energií a kuráží, která nebyla u jeho předchůdců obvyklá. Především se snažil o to, aby se zbavil různých vlivů, které oslabovaly jeho moc. Svému vojsku velel sám na koni a v plné zbroji. První úspěchem bylo, že se mu podařilo pomocí lstivých úskoků zabránit Cesarovi Borgiovi získat opět moc nad papežským státem. Také využil svého vlivu, aby smířil dva mocné římské rody, rodiny Orsiniových a Colonnových, a stal se dědicem majetků jiných rodů římské šlechty. Podobně jako předchozí papežové i Julius II. favorizoval své příbuzné udělováním biskupských a kardinálských hodností členům rodu della Rovere a s ním spřízněným Orsiniům. Nepotismus však za tohoto papeže nedosahoval takových rozměrů jako za jeho strýce. Zatímco Sixtus IV. povýšil na kardinály šest svých příbuzných, Julius II. jen čtyři: dva syny své sestry a dva syny své sestřenice.
Poté, co si zajistil moc v Římě, začal se Julius zabývat zahraniční politikou. Jeho první krokem bylo zajistit vytlačení Benátské republiky z Faenzy, Rimini a dalších měst a pevností v Itálii, které okupovala tato slavná republika po smrti papeže Alexandra. V roce 1504 papež Julius II. zjistil, že s benátským dóžetem nebude možná žádná dohoda a začal uvažovat o zapojení Francouzského království a Svaté říše římské do tohoto konfliktu. Ukázalo se však, že toto spojení bylo sotva více než formální. Podařilo se pouze donutit Benátčany vyklidit méně významná území v Romagni. Julius II. ale také vynikající akcí v roce 1506 osvobodil Perugiu a Bolognu od jejich despotů Giampola Baglioniho a Giovanniho II. Bentivoglia. Tím získal tak velkou moc, že dokázal svoji důležitost jak římskému císaři Maxmiliánovi I., tak francouzskému králi Ludvíkovi XII.
22. ledna 1506 byla oficiálně ustanovena Švýcarská garda, která se od té doby stala elitní jednotkou pro ochranu papežů. Vzhledem k velkému počtu politických a vojenských střetnutí během vlády Julia II. není překvapující, že byl zakladatelem Švýcarské gardy právě on.

### Svatá liga
V roce 1508 dosáhl Julius tak rozsáhlé podpory svých plánů, že byl schopen vytvořit takzvanou ligu z Cambrai společně s francouzským králem Ludvíkem XII., císařem Maxmiliánem I. a králem aragonským Ferdinandem II. Tato liga bojovala proti Benátské republice a její válečné působení je dnes známo také jako válka ligy z Cambrai. Krom dalšího chtěl papež především získat nadvládu nad Římu blízkou oblastí Romagna. Císař Maxmilián měl zájem o oblasti Friuli a Veneto a král Ludvík XII. o město Cremona. Aragonský král Ferdinand požadoval pro sebe přístav v Apulii. Tento konflikt je zařazován do série tzv. italských válek. Na jaře roku 1509 uvalil Julius na Benátsko interdikt. Během celého konfliktu došlo nejednou ke změně stran jednotlivými účastníky. V roce 1510 změnily strany jak Benátsko, tak Francie a v roce 1513 se Benátsko přidalo k Francii.

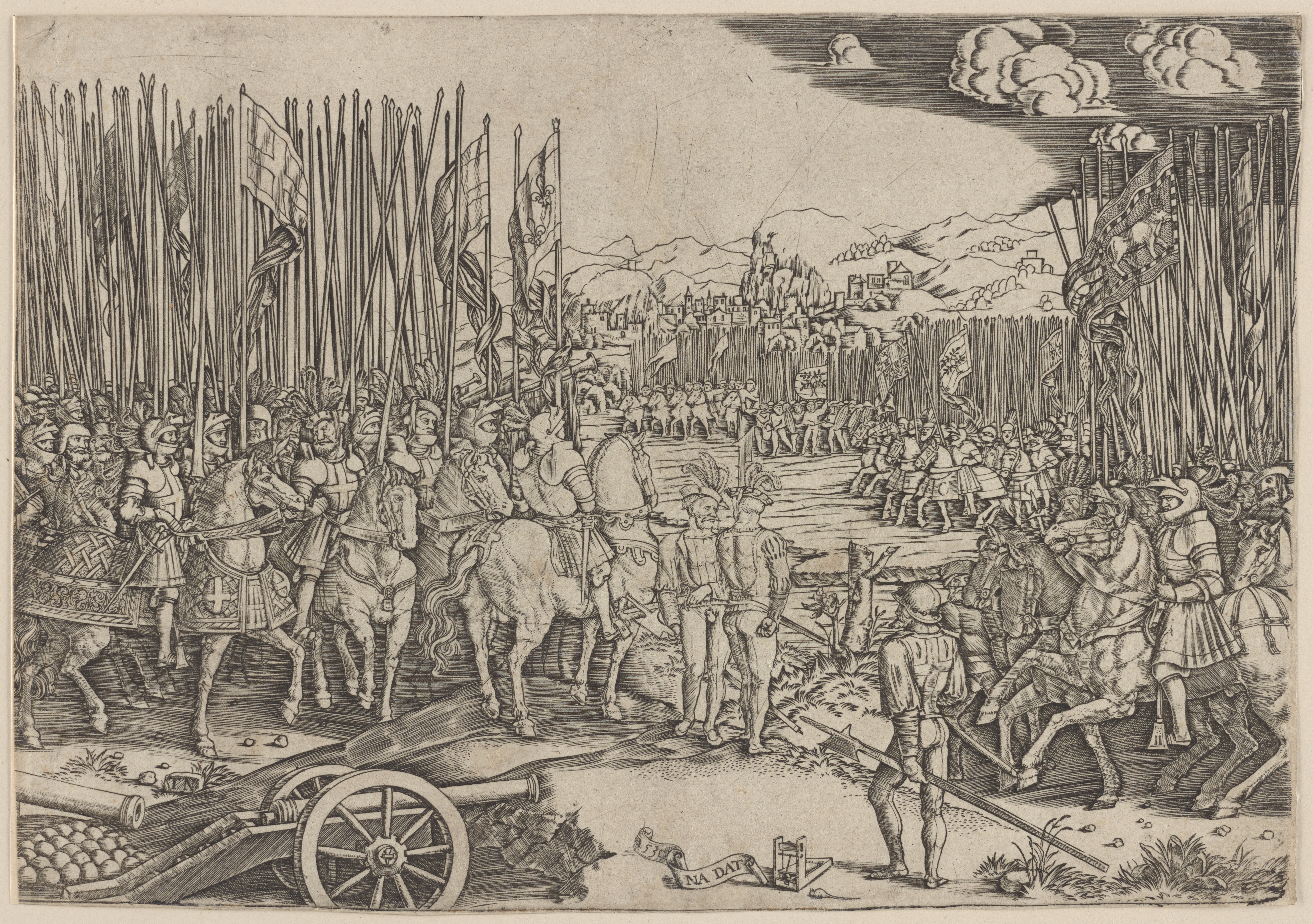
Rytířské armády před bitvou u Ravenny roku 1512

Výsledky války Svaté ligy začaly rychle odhalovat původní záměry papeže. Po jedné z bitev, bitvě u Agnadella (14. května 1509), byla moc Benátčanů v severní Itálii na určitou dobu zlomena. Avšak hned poté se ukázalo, že ani císař ani francouzský král nebyli spokojeni s pouhým plněním přání papeže. Na počátku roku 1510 bylo sice pokoření Benátské republiky dokonalé, ale nedlouho potom byla Francie stižena papežskou klatbou. Papežovy pokusy vyvolat rozepři mezi Francií a Anglií však dočasně neuspěly. V září svolal Ludvík XII. koncil do Tours, na kterém se francouzští biskupové odmítli nadále podřizovat papežské autoritě. Naopak se rozhodli ve spojení s Maxmiliánem I. usilovat o sesazení Julia II. Koncil se znova sešel za tímto účelem v listopadu následujícího roku do Pisy.
V tuto chvíli vstoupila válka Svaté ligy do další etapy, ve které si Julius II. uchoval za spojence aragonského krále Ferdinanda a nově se k němu přidaly i Benátky. Zanedlouho se k němu připojili také Maxmilián I. a anglický král Jindřich VIII. Tudor. Julius svolal generální koncil, dnes známý jako pátý lateránský koncil, do Říma v roce 1512. Konání koncilu se ale opozdilo a Julius II. se musel vyrovnat se zprávou, že jeho francouzští nepřátelé opět vstoupili na území Itálie.
V roce 1512 se silám nakloněným papežovi podařilo vytlačit Francouze za Alpy, ale za cenu okupace části Itálie spojeneckými vojsky. Ačkoli se papeži Juliovi II. dočasně podařilo upevnit svou moc v územích sousedících s Římem, byl stále stejně daleko od splnění snu o sjednocené Itálii jako na počátku své vlády.

### Intimní život
Julius II. měl několik nemanželských dětí a dbal na to, aby uzavřely výhodná manželství. Z jeho tří dcer je nejlépe doložena Felice della Rovere, kterou zplodil v roce 1483, tedy dvanáct let poté, co byl vysvěcen na biskupa a stal se kardinálem.
Někteří současníci ho však nařkli i ze sodomie, což byl tehdejší termín pro homosexualitu. Neúspěšný církevní koncil, který svolal v roce 1511 francouzský král Ludvík XII. do Pisy, se pokusil Julia II. svrhnout a mezi důvody pro jeho sesazení bylo také obvinění ze sodomie.
Narážka na papežovy homosexuální vztahy se objevila i v anonymní satiře Iulius exclusus e coelis (Julius vypuzen z nebe) z roku 1513; za autora tohoto dialogu je obecně považován Erasmus Rotterdamský. Julius II. přichází po smrti k nebeské bráně a musí před svatým Petrem obhájit své pozemské skutky. To se mu nepodaří, a proto není do ráje vpuštěn. V dialogu papež přiznává, že ho zkroutila francouzská nemoc (syfilis) a že si vydržoval pro potěšení „dlouhovlasé šviháky“.
Zprávy o homosexuálních sklonech Julia II. byly šířeny jeho politickými protivníky, nelze tedy vyloučit, že šlo o pomluvy. V dílech některých historiků se však stále uvádějí.

### Smrt a náhrobek

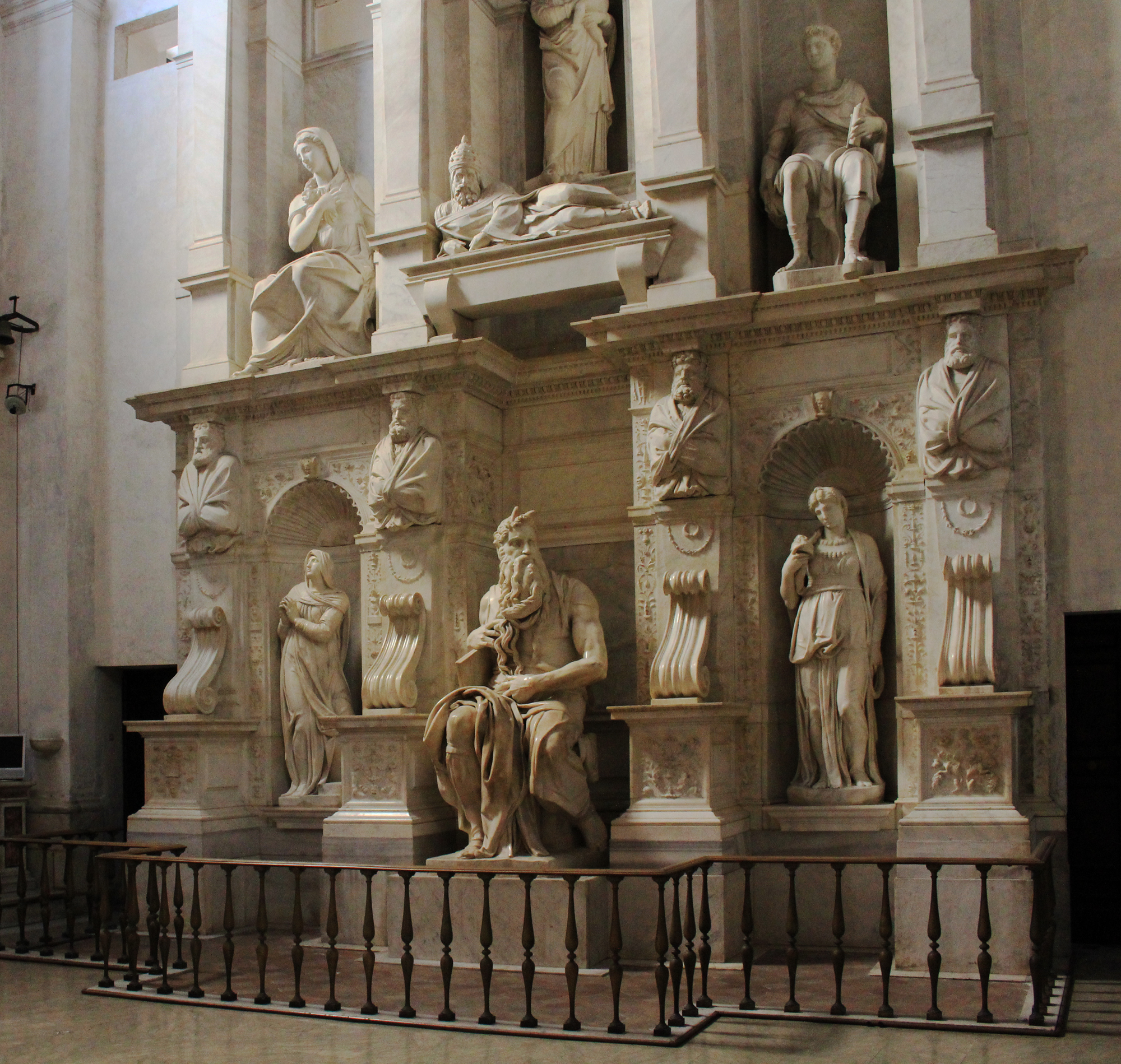
Náhrobek Julia II.

Julius II. zemřel v roce 1513, podle zpráv na vysokou horečku a byl pohřben v bazilice svatého Petra. Juliův monumentální náhrobek, na kterém pracoval Michelangelo již od roku 1505, byl v redukované podobě dokončen až 1544 a umístěn v bazilice sv. Petra V okovech. Ústřední postavou náhrobku, přesněji kenotafu – papež zde není pohřbený, je slavná socha Mojžíše.

## Biskupská genealogie
Následující tabulka obsahuje genealogický strom, který ukazuje vztah mezi svěcencem a světitelem – pro každého biskupa na seznamu je předchůdcem jeho světitel, zatímco následovníkem je biskup, kterého vysvětil. Julius II. patří k linii kardinála d'Estouteville. Rekonstrukcím a vyhledáním původu v rodové linii ze zabývá historiografická disciplína biskupská genealogie.
1. kardinál Guillaume d’Estouteville
2. papež Sixtus IV.
3. papež Julius II.